# Шешадри, Минакши
Минакши Шешадри (хинди मीनाक्षी शेषाद्रि, англ. Meenakshi Seshadri род. 16 ноября 1963, Синдри, Бихар, Индия) — индийская актриса и танцовщица. Была одной из самых высокооплачиваемых актрис Болливуда в 1985—1996 годах. Ушла из кинематографа после замужества.

## Биография
Минакши родилась 16 ноября 1963 года в городе Синдри, в тамильской семье. Она обучалась четырём видам классического индийского танца: бхаратнатьям, кучипуди, катхак и одисси; под руководством Вемпати Чинны Сатьям и Джайи Рамы Рао. В 1981 году Минакши выиграла национальный конкурс красоты «Eve’s Weekly Miss India» в возрасте 17 лет и представляла страну на конкурсе «Мисс Интернешнл» 1981, который проходил в Токио, но не попала в финал.
В 1983 году она дебютировала в двуязычном фильме Painter Babu, который провалился в прокате. Субхаш Гхай предложил ей главную роль в фильме «Герой», которую она сыграла с тогда начинающим актёром Джеки Шроффом. Фильм стал «блокбастером» и сделал её знаменитой. После «Героя» она появилась в фильме Awara Baap в паре с Раджешем Кханна, сыграв двойную роль, однако фильм провалился в прокате. После этого она появилась в нескольких коммерчески провальных фильмах, включая Swati, Love Marriage, Paisa Ye Paisa" и Lover Boy. И только Bewafai, где она снялась вместе Раджешем Кханна и Раджникантом, ставший хитом и одним из самых кассовых фильмов 1985 года, позволил ей стать одной из самых высокооплачиваемых актрис 1985—1996 годов. Субхаш Гхай снова предложил ей роль в фильме Meri Jung вместе Анилом Капур, также имевшем большой успех в прокате.
В 1986 году вышел фильм Dahleez, затрагивающий запретную тему неверности, который хоть и показал плохие сборы, но имел успех у критиков, в том числе похвалы для Минакши за её универсальность, и впоследствии приобрёл статус культового. За это время она стала царствующей королевой кассовых сборов и обеспечивала жёсткую конкуренцию Шридеви. В 1988 году вышел фильм «Шахеншах» с Амитабхом Баччаном в главной роли, который стал «супер-хитом». После успеха «Шахеншаха» она снялась с Баччаном в трёх фильмах, которые провалились в прокате. В 1989 году она дебютировала в Колливуде в фильме En Rathathin Rathame, который является ремейком болливудского фильма «Мистер Индия».
В 1990 году вышел фильм Jurm, имевший коммерческий успех. Её роль жены, которая сталкивается с проблемами после того, как её муж втянут в интрижку с другой женщиной, получила похвалу критиков и принесла ей первую номинацию Filmfare Award за лучшую женскую роль.
В 1992 году она снялась в фильме на телугу Apathbandavudu вместе с Чирандживи. В 1996 году появилась в качестве героини в фильме «Разочарование», с Санни Деолом в главной роли. Этот фильм стал блокбастером, одним из самых кассовых фильмов 1996 года и её последней работой в кино.
Через несколько лет после свадьбы она переехала в США. В интервью она описала свои впечатления о жизни в Америке так: «из-за принадлежности к крайне индоцентристскому окружению, жизнь за границей потрясла меня, я просто не могла соотнести себя со средой США». Однако по прошествии времени она осела там. Сейчас она успешно работает в собственной школе танцев в Далласе «Cherish Institute of Dance», которую описывает как «собрание талантливых танцоров, добровольная организация для повышения мультикультуры, раскрывающая лучшие таланты людей всех возрастов». В 2006 году был снят документальный фильм о ней «Meenakshi Accept Her Wings», изображавший переход от образа жизни танцовщицы и актрисы к домохозяйке. Фильм дал более глубокое понимание её жизни после карьеры в кино и успешного брака.

## Личная жизнь
Она ушла из кино после свадьбы с инвестиционным банкиром Харишем Майсором. Это была гражданская церемония, с регистрацией в Нью-Йорке. Супруги имеют дочку Кендру, сыновей Джоша и Мэтта. На данный момент семья живёт в городе Плейно, штат Техас. Здесь Минакши учит танцам, а также выступает вместе со студентами на благотворительных вечерах.

## Фильмография
| Год  |   | Русское название | Оригинальное название          | Роль                          |
| ---- | - | ---------------- | ------------------------------ | ----------------------------- |
| 1983 | ф |                  | Painter Babu                   | Рену Кайлашнатх               |
| 1983 | ф | Герой            | Hero                           | Радха Матхур                  |
| 1984 | ф |                  | Love Marriage                  | Риту Мафатлал                 |
| 1985 | ф |                  | Paisa Yeh Paisa                | Сапна                         |
| 1985 | ф |                  | Awara Baap                     | Рупа                          |
| 1985 | ф |                  | Mera Jawab                     | Пунам                         |
| 1985 | ф |                  | Aandhi-Toofan                  | Мина Капур                    |
| 1985 | ф |                  | Mahaguru                       | Басанти                       |
| 1985 | ф |                  | Bewafai                        | Винни                         |
| 1985 | ф |                  | Maha Shaktimaan                | Мадхури                       |
| 1985 | ф |                  | Meri Jung                      | Гита Матхур                   |
| 1985 | ф |                  | Mera Ghar Mere Bachche         | Сарита                        |
| 1986 | ф |                  | Lover Boy                      | Радха                         |
| 1986 | ф |                  | Main Balwan                    | Наташа                        |
| 1986 | ф |                  | Maa Beti                       | Мину / Аша                    |
| 1986 | ф |                  | Dahleez                        | Наини Саксена                 |
| 1986 | ф |                  | Allah Rakha                    | Рани                          |
| 1986 | ф |                  | Dilwaala                       | Падма                         |
| 1986 | ф |                  | Swati                          | Свати                         |
| 1987 | ф |                  | Satyamev Jayate                | Сима                          |
| 1987 | ф |                  | Dacait                         | Джавли                        |
| 1987 | ф |                  | Inaam Dus Hazaar               | Офицер Камал Малхотра (Сония) |
| 1987 | ф |                  | Muqaddar Ka Faisla             | Мина                          |
| 1987 | ф |                  | Parivaar                       | Анита                         |
| 1988 | ф |                  | Main Tere Liye                 | Ринку Сагар                   |
| 1988 | ф |                  | Aurat Teri Yehi Kahani         | Савитри                       |
| 1988 | ф |                  | Bees Saal Baad                 | Киран Тхакур                  |
| 1988 | ф |                  | Gangaa Jamunaa Saraswati       | Джамуна                       |
| 1988 | ф |                  | Vijay                          | Сапна                         |
| 1988 | ф | Шахеншах         | Shahenshah                     | Шалу                          |
| 1989 | ф |                  | Aag Se Khelenge                | Гита                          |
| 1989 | ф |                  | Toofan                         | Радха                         |
| 1989 | ф |                  | Bade Ghar Ki Beti              | Мала                          |
| 1989 | ф |                  | Sachché Ká Bol-Bálá            | Рима                          |
| 1989 | ф |                  | Joshilaay                      | Мангала                       |
| 1989 | ф |                  | En Rathathin Rathame (там.)    | Судха                         |
| 1989 | ф |                  | Mahadev                        | Гита                          |
| 1989 | ф |                  | Mohabat Ka Paigham             | Зинат Бану                    |
| 1989 | ф |                  | Teri Payal Mere Geet           | Лайла-Джаан / Лила            |
| 1990 | ф |                  | Amba                           | Ладжджо                       |
| 1990 | ф |                  | Jurm                           | Мина С. Варма                 |
| 1990 | ф | Голубая река     | Ghayal                         | Варша Бхарти                  |
| 1990 | ф |                  | Awaargi                        | Мина                          |
| 1990 | ф |                  | Ghar Ho To Aisa                | Сима                          |
| 1990 | ф |                  | Pyar Ka Karz                   | Найна                         |
| 1990 | ф |                  | Shandaar                       | Рани                          |
| 1991 | ф |                  | Akayla                         | Сима                          |
| 1991 | ф |                  | Brahmarishi Vishwamitra (тел.) | Менака                        |
| 1992 | ф |                  | Aapad Bandhavudu (тел.)        | Хима                          |
| 1992 | ф |                  | Humshakal                      | Сара                          |
| 1992 | ф |                  | Police Aur Mujrim              | Киран                         |
| 1992 | ф |                  | Aaj Ka Goonda Raj              | Шалу Шарма                    |
| 1992 | ф |                  | Humlaa                         | Сима                          |
| 1992 | ф |                  | Kalinga (не выпущено)          |                               |
| 1993 | ф |                  | Sadhna                         | Мадху                         |
| 1993 | ф |                  | Bari Behen                     | Джиоти Дваркапрасад           |
| 1993 | ф |                  | Aadmi Khilona Hai              | Пунам Верма                   |
| 1993 | ф |                  | Kshatriya                      | Мадху                         |
| 1993 | ф | Свидетельница    | Damini – Lightning             | Дамини Гупта                  |
| 1994 | ф |                  | Duet (там.)                    | Анджали                       |
| 1996 | ф | Разочарование    | Ghatak: Lethal                 | Гаури                         |